# Henry Scott Tuke
Pour les articles homonymes, voir Tuke.
Henry Scott Tuke (2 juin 1858 – 13 mars 1929) est un peintre britannique principalement connu pour ses peintures représentant de jeunes hommes ou adolescents généralement nus, dans un cadre naturel. 
La nature de ses peintures, teintées d'érotisme, et ses rencontres avec de célèbres écrivains homosexuels de son époque tels Oscar Wilde et John Addington Symonds, lui valent d'être présenté par des galeries comme un pionnier de la sous-culture gay.

## Débuts

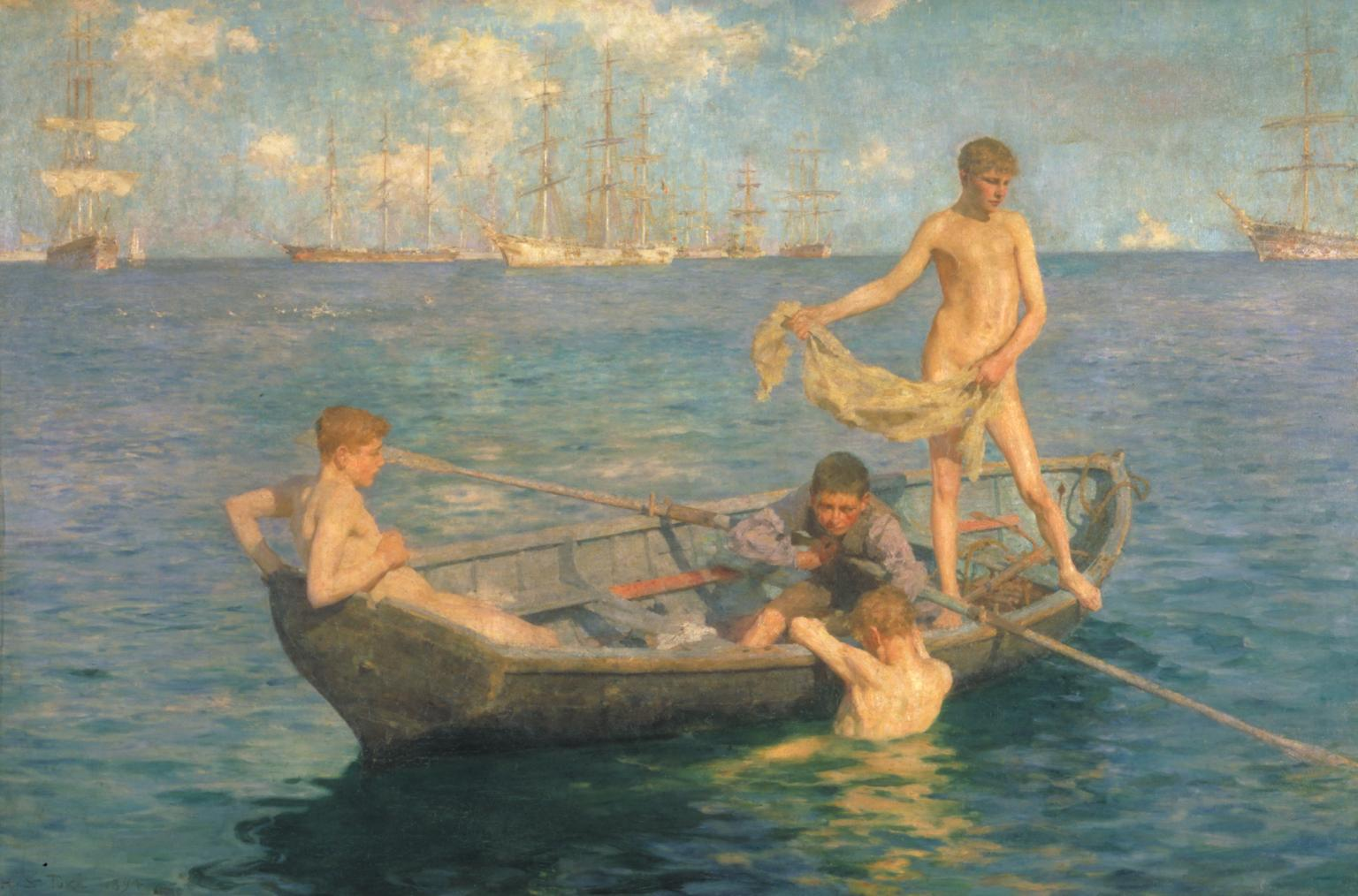
August Blue (1893-1894)

Tuke est né dans la ville de York d'une grande famille de quakers. Son père Daniel Hack Tuke milita notamment pour que les personnes atteintes de maladie mentale reçoivent un traitement humain. Son arrière-arrière-grand-père, William Tuke, avait fondé un des premiers hôpitaux psychiatriques modernes à York en 1792. Son arrière-grand-père Henry Tucke, son grand-père Samuel Tuke et son oncle James Hack Tuke étaient aussi des militants humanistes reconnus.
En 1874, la famille déménage à Londres et Henry Scott Tuke entre à la Slade School of Art. Il voyagea ensuite en Italie (de 1880 à 1881) puis à Paris (1883) où il étudia avec le peintre Jean-Paul Laurens et rencontra le peintre américain John Singer Sargent, et le peintre français Jules Bastien-Lepage, qui l'encouragea à peindre en plein air.
Durant l'année 1880, Tuke avait aussi rencontré l'écrivain Oscar Wilde ainsi que d'autres poètes et figures homosexuelles de l'époque. Lui-même écrivit un poème en célébration de la jeunesse adolescente titré "Sonnet to the youth", qu'il publia anonymement dans The Artist. Il donna aussi un essai à la revue The Studio.

## Choix artistiques

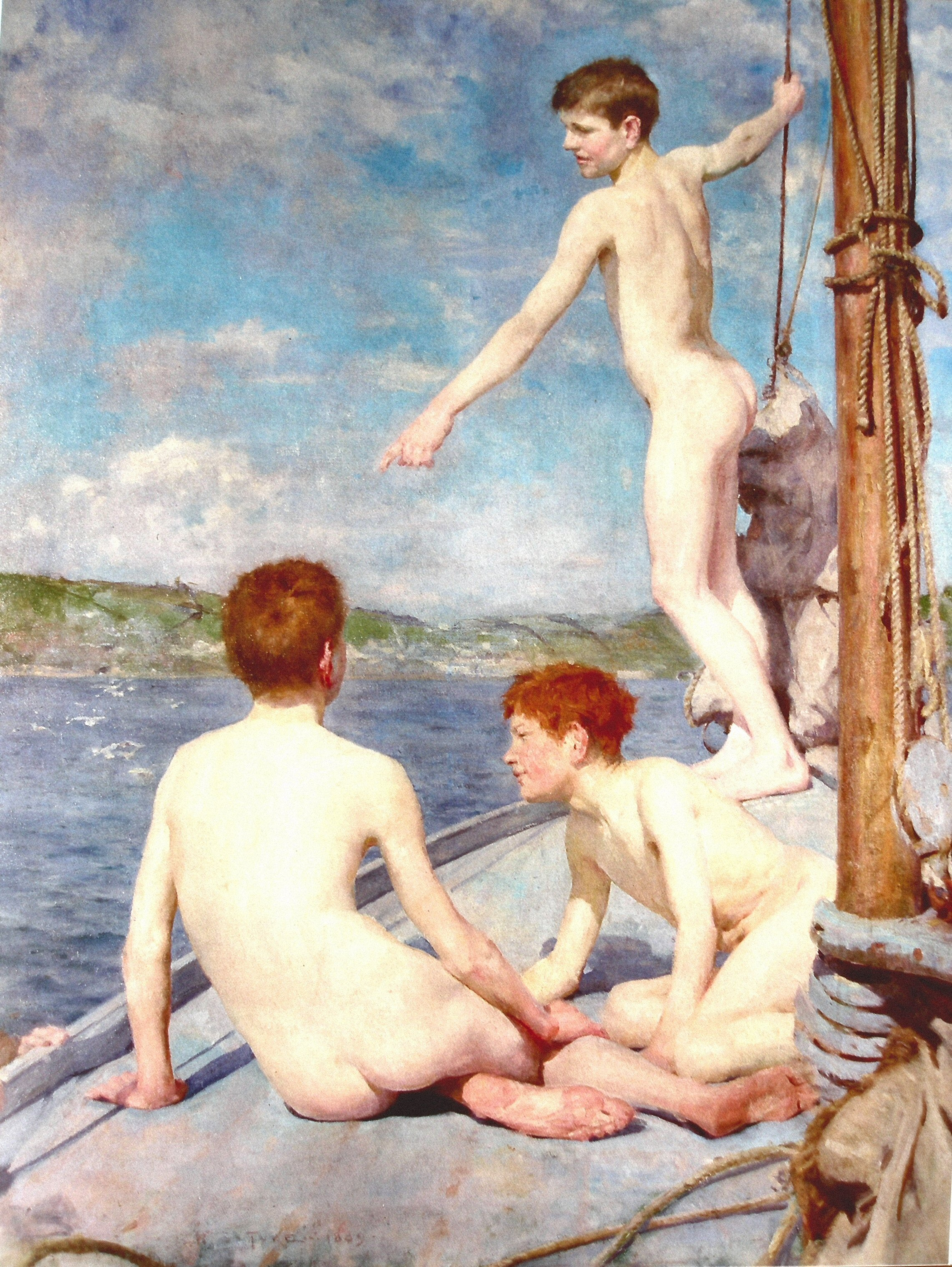
The Bathers (1885).

Tuke retourna ensuite en Angleterre et rejoignit une petite communauté d'artistes à Newlyn. Ce groupe comprenait Walter Langley, Albert Chevallier Tayler et Thomas Cooper Gotch ; ce dernier, spécialisé dans les peintures de jeunes filles, devint un grand ami. Ce groupe de peintre est connu par les historiens d'art sous le nom de Newlyn School. 
En 1885 Tuke s'installa à Falmouth, un port de pêche situé en Cornouailles, alors encore région rustique du pays. Il acheta un bateau de pêche dont il fit ses quartiers en l'aménageant en atelier. C'est ici qu'il pourrait développer sa passion pour la peinture des jeunes garçons en toute discrétion. La plupart de ses modèles étaient de jeunes garçons locaux. Ses toiles montrent donc ces garçons pêchant, nageant, habituellement nus, sur un bateau, ou sur la plage.
Tuke produisit aussi des travaux plus conventionnels sur des thèmes historiques. Plus facilement vendables, ses toiles aux thèmes mythologiques lui permettaient aussi de placer des nus, mais les critiques de l'époque trouvaient le résultat plat, inanimé et conventionnel.
À partir des années 1890, Henry Scott Tuke abandonne les thèmes mythologiques et se consacre exclusivement à la peinture des garçons de la région, nageant et pêchant. Il commence aussi à peindre de façon plus naturaliste, sa technique se libère et il utilise des couleurs plus fraîches. Une de ses toiles les plus connues pendant cette période est August Blue (1893-1894), une étude de quatre nus se baignant à partir d'un bateau.
Il est élu membre de la Royal Academy (RA) le 8 mai 1914.

## Mode de vie et réputation artistique
Même si les peintures de Tuke évoquent clairement son attirance pour les adolescents, aucune d'elles n'est explicitement sexuelle. Le sexe des modèles est rarement visible et les sujets ne sont jamais en contact les uns avec les autres.
Tuke développa des relations amicales avec ses modèles, mais il n'a jamais été prouvé qu'il ait entretenu des relations plus approfondies avec eux, que ce soit amoureusement ou sexuellement. Même s'il est possible, et sans doute quasi certain, qu'il ait eu des relations sexuelles avec des jeunes hommes, il est également probable qu'il ait, comme beaucoup d'individus homosexuels de son époque, cristallisé sa sexualité dans des relations romantiques et platoniques ainsi que par l'art.
À cause de ces sujets sulfureux, Tuke n'arriva pas à vendre beaucoup de ses œuvres, excepté dans les cercles restreints de collectionneurs d'art homosexuels. Heureusement, il était aussi reconnu comme portraitiste et arriva à vivre des commandes de son atelier de Londres. Parmi ses portraits connus, il y a celui de l'officier et écrivain Thomas Edward Lawrence (mieux connu sous le nom de Lawrence d'Arabie).
Néanmoins, Tuke s'était bâti une bonne réputation, suffisante pour lui permettre de vivre correctement et de voyager en France, en Italie, comme aux Indes. En 1900, un dîner fut donné en son honneur à la Royal Cornwall Polytechnic Society. Les dernières années de sa vie furent marquées par la maladie, jusqu'à sa mort en 1929.

## Reconnaissance posthume

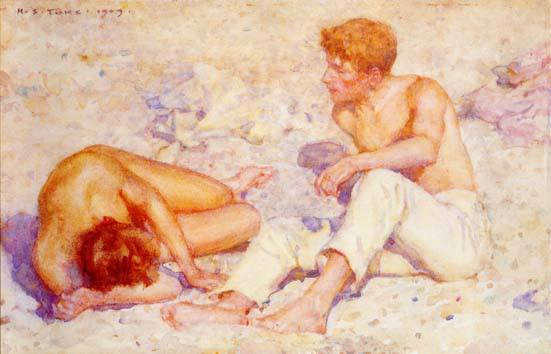
Two boys on a beach (1909)

Techniquement, le peintre favorisait une exécution brute, quasi impressionniste, à une époque où la technique lisse et irréprochable du néo-classicisme était préférée des critiques. Il avait un grand sens de la couleur et excellait dans la description de la lumière naturelle, particulièrement dans les nuances douces et fragiles de l'été anglais. 
Si les sujets de ses peintures avaient été plus orthodoxes, Tuke aurait pu compter parmi les peintres britanniques majeurs. Mais ses choix en firent un peintre de niche, enfermé par son thème.
Après sa mort en 1929, la réputation de Tuke descendit et il fut globalement oublié jusque dans les années 1970, pour être redécouvert par la première génération d'artistes et de collectionneurs d'art ouvertement homosexuels. Il est depuis devenu une figure des cercles culturels gays, objet de plusieurs publications et d'inflations lors des différentes ventes aux enchères.

## Galerie

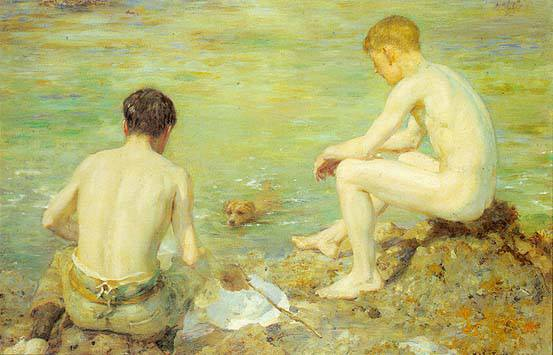
The three companions, 1905, collection particulière
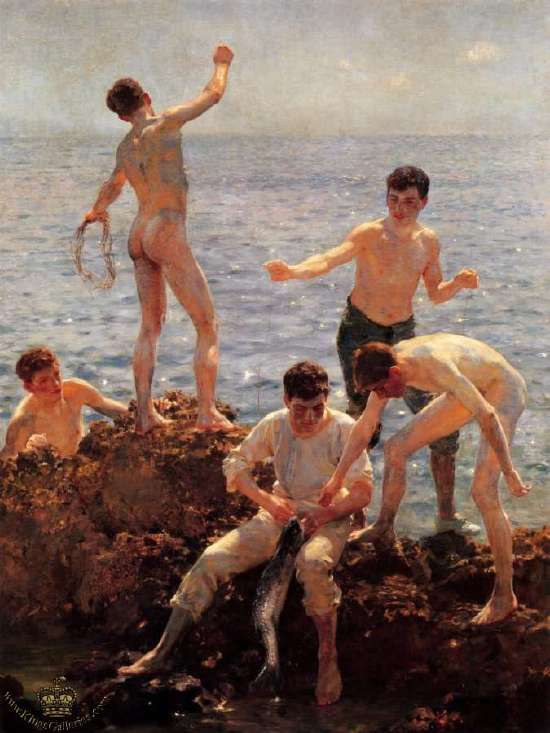
Midsummer Morning (Lovers of the sun), 1908, Collection particulière
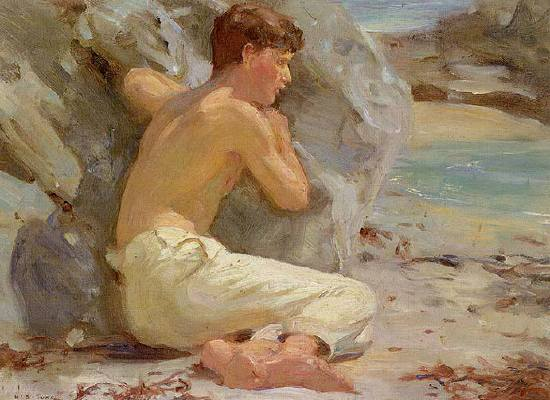
Youth in white trousers, date inconnue (autour de 1900)
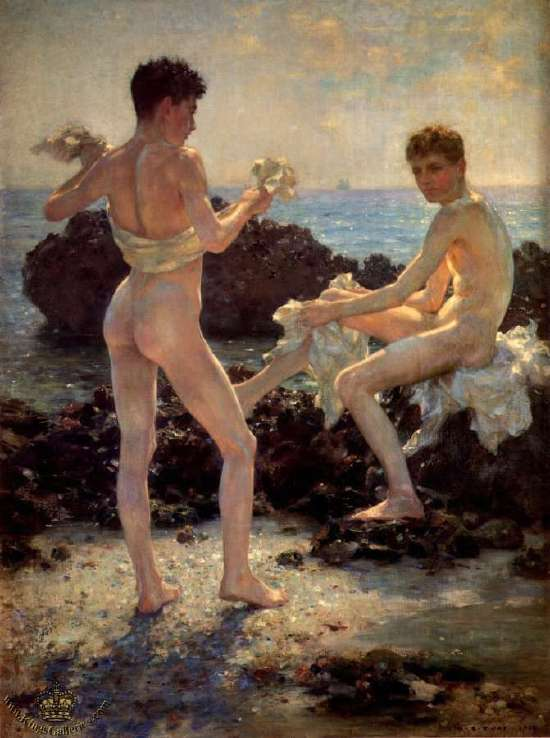
Under the western sun, 1917
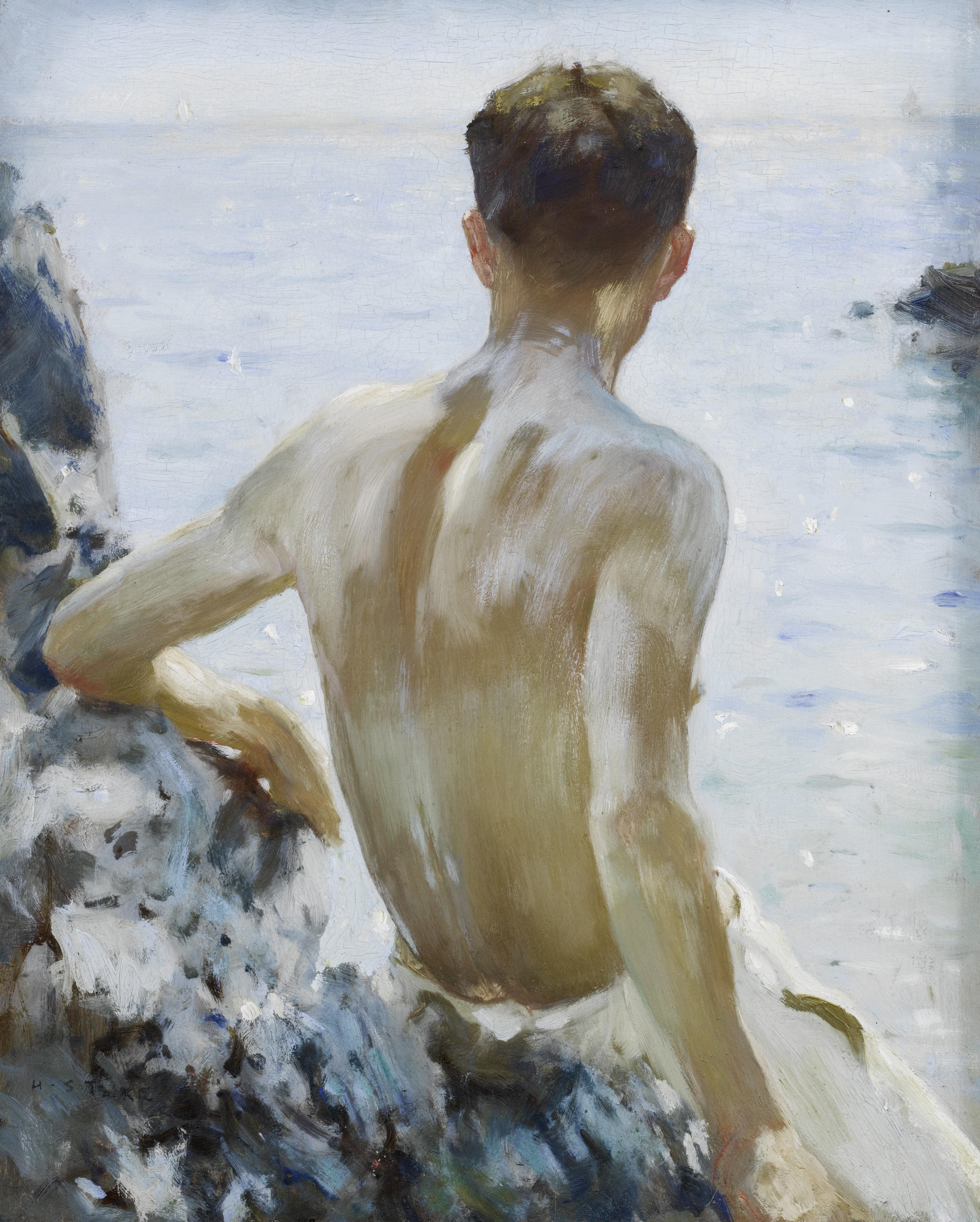
Beach Study (Étude à la plage), vers 1928, conservé à la Royal Academy de Londres[4].
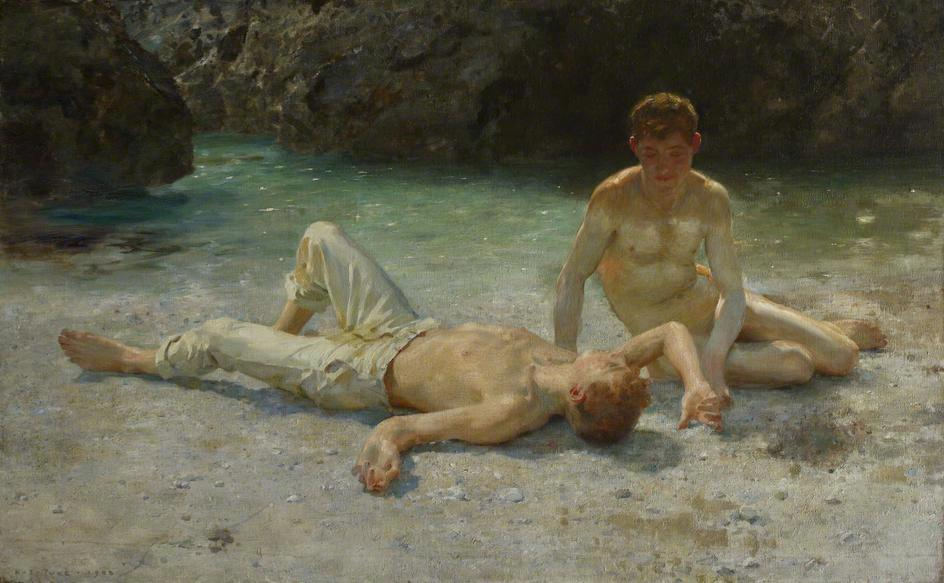
Noonday Heat, 1903, Falmouth Art Gallery (Royaume-Uni)
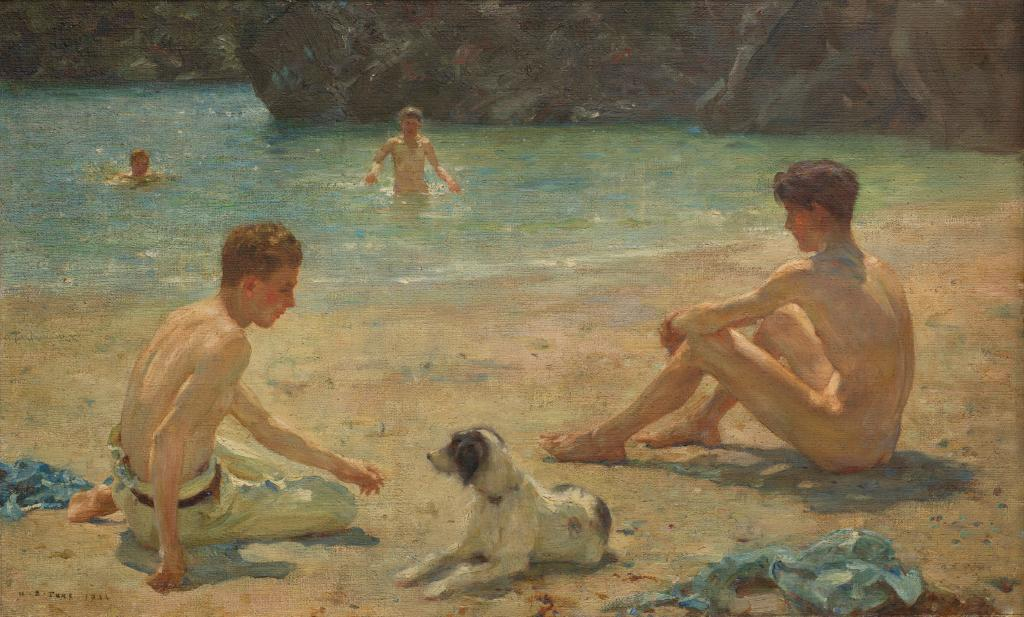
Companions, 1924, Auckland Art Gallery
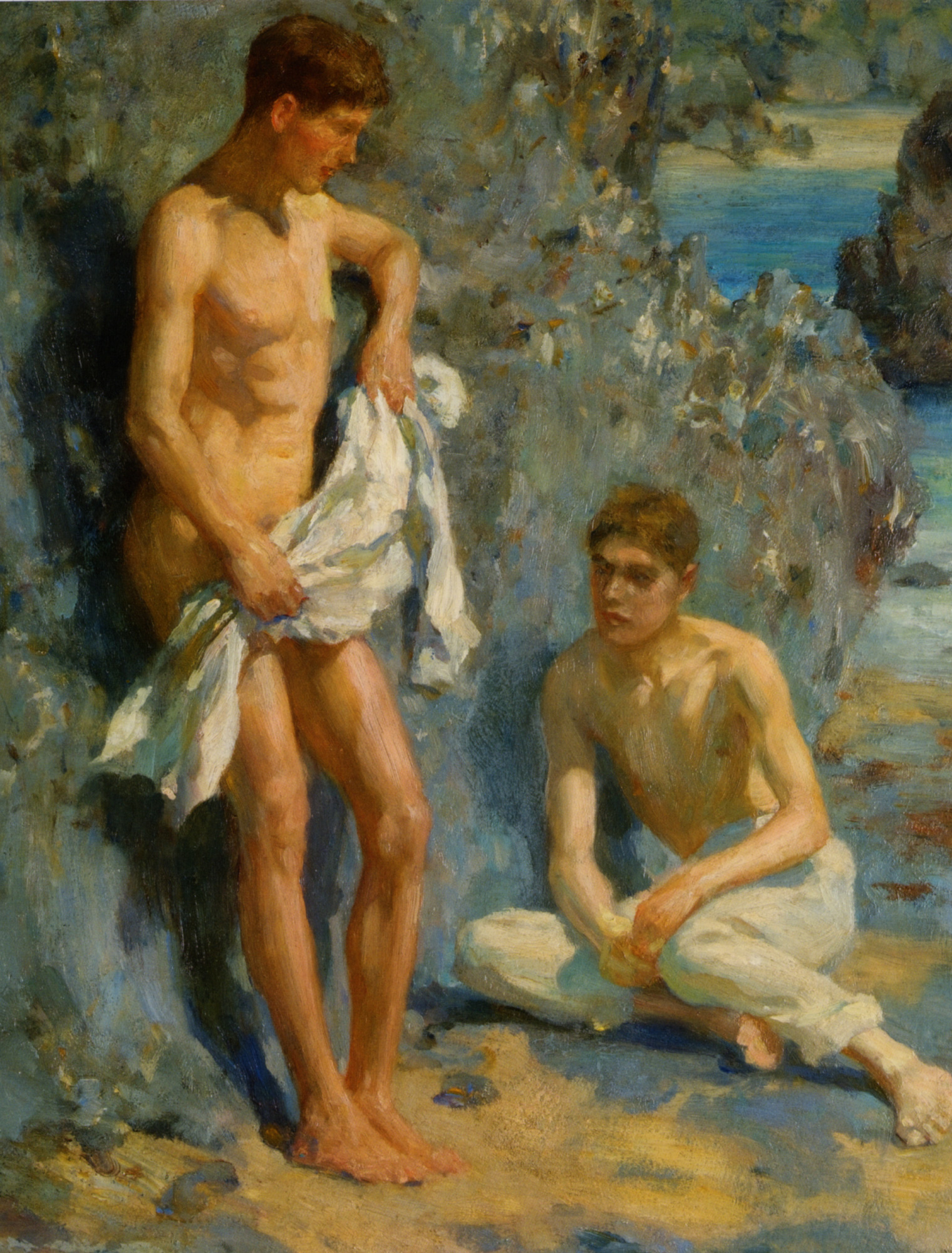
After the bath, 1921 (circa), Collection particulière
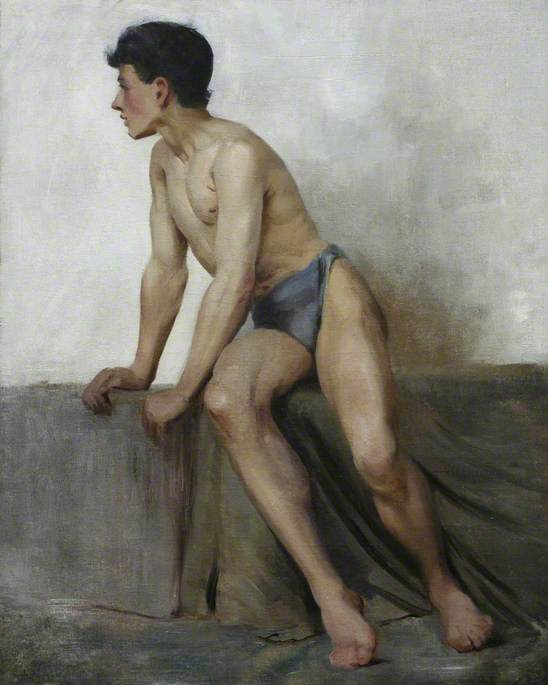
Seated Nude Study, 1877 (circa), Falmouth Art Gallery (Royaume-Uni)
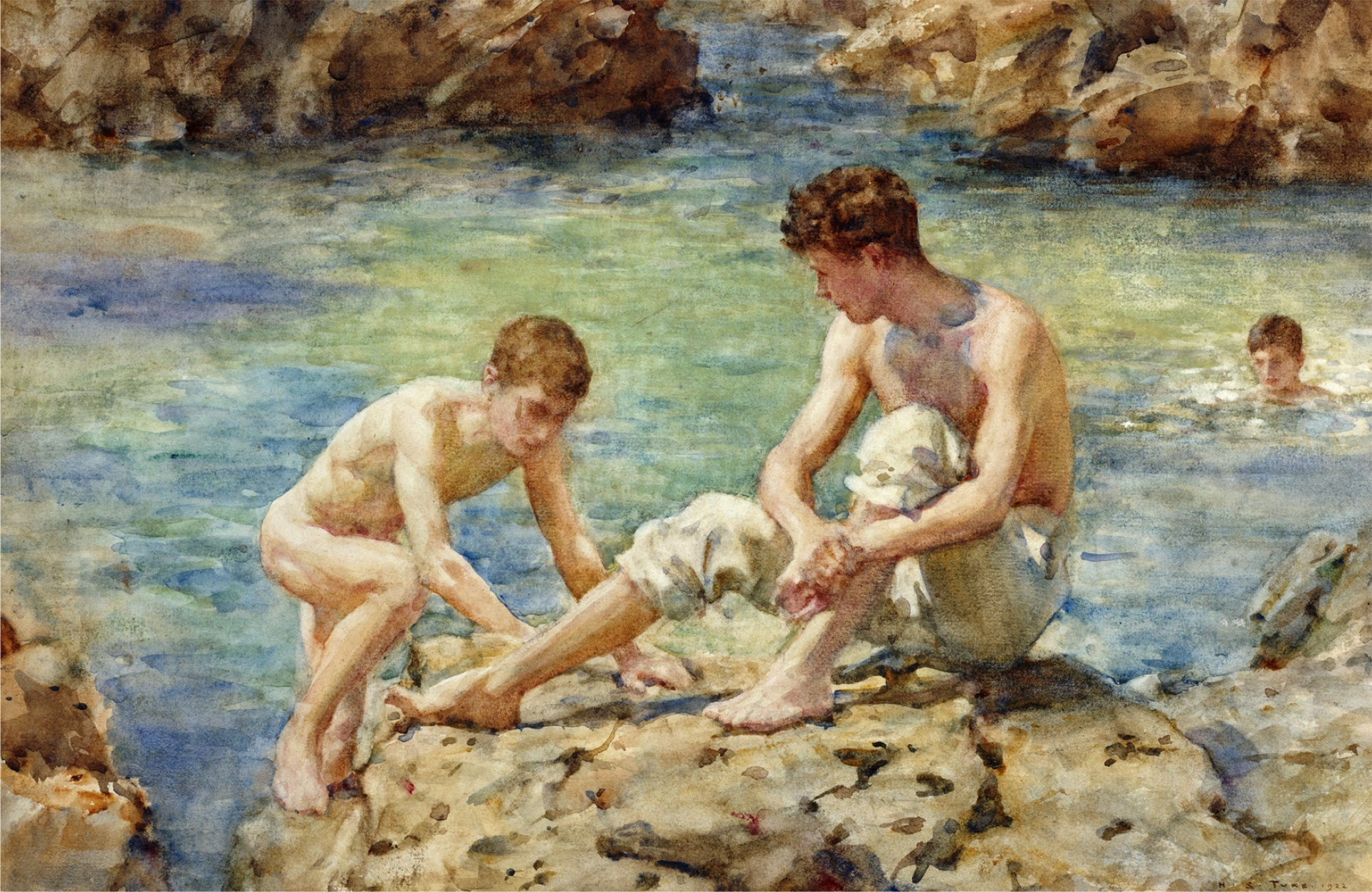
The Bathers, 1922, Collection particulière